# کوک-تپه (شهرستان ایسیق‌کول)
کوک-تپه (به لاتین: Kök-Döbö) یک منطقهٔ مسکونی در قرقیزستان است که در شهرستان ایسیق‌کول واقع شده‌است. کوک-تپه ۶۳۹ نفر جمعیت دارد و ۱٬۷۴۱ متر بالاتر از سطح دریا واقع شده‌است.